# پدران
پدران فیلمی در ژانر درام اجتماعی به کارگردانی سالم صلواتی، نویسندگی محمدرضا گوهری و تهیه‌کنندگی شهرام مسلخی محصول سال ۱۳۹۸ است.
این فیلم در بخش نگاه نو سی و هشتمین دوره جشنواره فیلم فجر حضور داشت.